# Fallgropen (film, 1948)
Fallgropen är en amerikansk film från 1948 i regi av Andre DeToth. Det är en filmatisering av Jay Dratlers roman The Pitfall från 1947, med filmmanus av Karl Kamb.

## Handling
John Forbes är en uttråkad gift medelklassman som arbetar på ett försäkringsbolag. Genom privatspanaren MacDonald kommer han i kontakt med modellen Mona Stevens som är flickvän till en fängslad brottsling. Han inleder en kort kärleksaffär med henne, men det leder till ödesdigra konsekvenser.

## Rollista
- Dick Powell - John Forbes
- Lizabeth Scott - Mona Stevens
- Jane Wyatt - Sue Forbes
- Raymond Burr - J.B. MacDonald
- John Litel - distriktsåklagare
- Byron Barr - Bill Smiley
- Jimmy Hunt - Tommy
- Ann Doran - Maggie
- Selmer Jackson - Ed Brawley